# Cefodyzym
Cefodyzym (łac. cefodizimum) – wielofunkcyjny organiczny związek chemiczny, bakteriobójczy antybiotyk beta-laktamowy z grupy cefalosporyn III generacji.

## Mechanizm działania
Cefodyzym jest antybiotykiem bakteriobójczym, hamującym syntezę ściany komórkowej bakterii Gram-ujemnych oraz Gram-dodatnich poprzez unieczynnianie białek wiążących penicylinę. Cefodyzym jest oporny na działanie większości β-laktamaz.

## Zastosowanie
- zakażenia u dorosłych[2]:
  - zapalenie płuc
  - zakażenia dróg moczowych
  - rzeżączka

W 2016 roku cefodyzym nie był dopuszczony do obrotu w Polsce.

## Działania niepożądane
Cefodyzym może powodować następujące działania niepożądane:
- nudności,
- wymioty,
- zaburzenia smaku,
- biegunka,
- rzekomobłoniaste zapalenie jelit,
- nadwrażliwość skórna,
- gorączka,
- eozynofilia,
- małopłytkowość,
- leukopenia,
- wzrost aktywności aminotransferazy alaninowej (AlAT) w osoczu krwi,
- wzrost aktywności aminotransferazy asparaginianowej (AspAT) w osoczu krwi,
- wzrost aktywności fosfatazy alkalicznej w osoczu krwi,
- wzrost stężenia trójglicerydów w osoczu krwi.